# S.O.S. Sahara
Pour plus de détails, voir Fiche technique et Distribution.
S.O.S. Sahara est un film franco allemand réalisé par Jacques de Baroncelli et sorti en 1938.
En 1962, le réalisateur Seth Holt tourne  un remake germano-britannique de ce film, il est intitulé : La Blonde de la station 6 (Station Six-Sahara).

## Synopsis
Un avant-poste désertique d’Afrique du Nord est menacé par des attaques de tribus Arabes alors que son commandant français doit gérer l'arrivée imprévue de sa femme, qui n'a d'yeux que pour un officier plus jeune.

## Fiche technique
- Titre français : S.O.S. Sahara
- Réalisation : Jacques de Baroncelli
- Scénario : Jacques Constant
- Dialogue et adaptation : Michel Duran
- Décors : Fischberg
- Photographie : Günther Rittau
- Musique : Lothar Brühne
- Sociétés de production :  Alliance Cinématographique Européenne -  Universum-Film AG (Berlin)
- Directeur de production : Dietrich von Theobald
- Pays de production : France - Allemagne
- Langue originale : français
- Format : Noir et blanc - 1,37:1 - 35 mm - Son mono (Klangfilm)
- Genre : Film dramatique
- Durée : inconnue
- Date de sortie :	
  - France : 17 août 1938

Sources : Bifi et IMDb

## Distribution
- Charles Vanel : Loup
- Jean-Pierre Aumont : Paul Moutier
- Marta Labarr : Hélène Muriel
- Raymond Cordy : Charles
- Paul Azaïs : Bobby
- Bill-Bocketts : le policier
- René Dary : Delini
- Nilda Duplessy :	l'amie
- Georges Lannes :	Jacquard
- Andrée Lindia :	Dolly
- Georges Malkine :	Ivan
- Hugues Wanner : l'employé
- Gina Manès